# Yacimientos arqueológicos del Cerro del Espíritu Santo
El yacimiento del Cerro del Espíritu Santo se localiza en el municipio de Vera (Almería) España. Destaca por su amplia secuencia cronológica y el potencial arqueológico, dado que se han constatado restos desde época prehistórica y romana tardía, aunque las estructuras emergentes más importantes y visibles en la actualidad lo vinculan directamente a momentos de la ocupación musulmana, en concreto a la ciudad de Bayra. De este asentamiento se aprecia su perímetro amurallado, diversas torres y la alcazaba que se sitúa en la parte más elevada, mientras que las viviendas ocupan las laderas, adaptándose al terreno y desarrollándose en terrazas. Por otro lado, a extramuros se han podido documentar unos arrabales.
En este yacimiento también destacan por su buen estado de conservación una serie de aljibes localizados junto a la muralla. En el siglo XIX se acondicionó en uno de ellos una ermita de nave rectangular que mantiene aún parte de su decoración.

## Descripción
Este enclave se encuentra rodeado por una línea de muralla donde se alternan torres. En el interior de este recinto, que alcanza una extensión de 12.500 m², se han documentado restos de viviendas, silos, aljibes y un horno, entre otras estructuras, mientras que en la parte superior y con fisonomía rectangular se halla la alcazaba. También se han podido localizar, en este caso extramuros, dos arrabales.
Los datos más antiguos de época islámica se remontan al siglo IX, cuando este núcleo se convirtió en centro administrativo de la comarca y camino natural de entrada hacia Almería por la zona de Levante, perteneciendo a la cora de Tudmir, dentro de la división territorial musulmana. 
La muralla que rodea este recinto es de fábrica de cal con relleno de cantos. En algunos lienzos se observa un zócalo y la continuación del alzado realizado mediante cajones, siguiendo la técnica de la tabiya, a base de piedras de pequeño y mediano tamaño, usando como aglutinante cal y arena. En cuanto a las torres, son de planta rectangular o cuadrada y se utilizan en ellas la misma técnica constructiva.
Los accesos a la ciudad se realizarían mediante entradas de eje acodado, que se aprecian aún hoy en día. Anexos a la muralla se localizan tres aljibes, presentando todos las mismas características, con paredes de mortero de cal y canto. Su estado de conservación permite que en uno de ellos se pueda observar todavía la conducción de recogida de aguas pluviales.
En el siglo XIX se acondicionó una ermita en un aljibe islámico. Esta presenta una sola nave rectangular con cubierta de bóveda de cañón, en cuyo centro se encuentra la apertura por donde se alimentaría la cisterna. 
Su construcción responde a la técnica de encofrado o tapial, tanto las paredes como la cubierta, empleando un mortero rico en cal con un árido grueso, constituido por grava y cantos rodados. 
Al transformar esta estructura en ermita se acondicionó e incorporó una serie de elementos, como un pequeño cuerpo a la entrada, que define un espacio superior a modo de coro, al cual se accede mediante una escalera de caracol. Se abrieron también una serie de vanos, que actuarían como puerta y ventana. Aún se conservan restos de la decoración como un marco en bajorrelieve, situado en lo que sería la cabecera del edificio, para la colocación de un cuadro que en sí constituiría un sencillo altar; también una estrella de ocho puntas situada en la parte inferior del forjado del coro, así como un zócalo pintado que simula un despiece de mármol con formas diversas. Una inscripción pintada en negro sobre la pared reza P.V.D. AD 1870.
En cuanto a las viviendas, se articulaban adaptándose a la ladera aprovechando los desniveles mediante la construcción en terrazas. Las construcciones repiten las fábricas y técnicas de los lienzos de la muralla, utilizando la tabiya, cuyo encofrado contiene cantos, gravas, arenas y cal. 
El acabado exterior se hace mediante enlucido, creando un aspecto alisado. También se han hallado restos de viviendas extramuros, documentándose al norte y sureste del recinto. 
En las laderas se han hallado una serie de silos de características diversas, unos con forma circular, acampanada, troncocónica, etc. Otra estructura documentada en este recinto se corresponde con un horno.
En la parte superior del cerro se ubica la alcazaba, de planta rectangular, que se vio afectada profundamente por el terremoto de 1518. Presenta restos de un muro perimetral de tapial con evidencias de tres torres rectangulares en las esquinas. La entrada se realizaba mediante escalinatas, de las que se conservan tres peldaños y un posible acceso acodado en rampa hacia la zona donde se emplazaría la torre residencial.
En el interior de este recinto superior se distinguen restos de una habitación cuadrada que en planta presenta evidencias de la división en dos espacios diferenciados. En el sector sur aparecen una serie de muros sobre los que se ha colocado una peana del Sagrado Corazón, mientras que en el lado este se localiza un aljibe que atraviesa la zona superior en su totalidad.
Las torres de esta alcazaba son de fábrica distinta a los muros, en este caso estos son de cal y cantos. Las torres que se adosan a las esquinas presentan un sistema constructivo a base de un zócalo de calicanto sobre el que se levantan cuerpos en tapial.

## Fuente
- Este artículo incluye contenido derivado de una disposición relativa al proceso de protección, incoación o declaración de un bien cultural o natural publicada en el BOE n.º 263 el 1 de noviembre de 2004 (texto), el cual está libre de restricciones conocidas en virtud del derecho de autor de conformidad con lo dispuesto en el artículo 13 de la Ley de Propiedad Intelectual española.

- Datos: Q6169628